# Colin Lawson
Colin James Lawson (Saltburn-by-the-Sea, North Yorkshire, Anglaterra, 24 de juliol de 1949) és un clarinetista, estudiós i divulgador anglès.
Va néixer en Saltburn-by-the-Sea i es va formar a la Bradford Grammar School. Deixeble de Thea King, Lawson fou membre de la jove Orquestra Nacional de Gran Bretanya durant la seva adolescència. Després va passar a estudiar música al Keble College d'Oxford i va seguir amb estudis de postgrau a la Universitat de Birmingham especialitzant-se i destacant en l'estudi del repertori per a clarinet del segle xviii. La seva tesi doctoral sobre el chalumeau presentada a la Universitat d'Aberdeen el 1976, és considerada pionera en el seu camp.
Després d'ocupar diverses posicions acadèmiques a Aberdeen i Sheffield, Lawson va rebre el 1998 la càtedra d'Estudis Escènics a la Universitat de Londres. Entre 2001 i 2005 fou vice-canceller i degà del London College of Music and Media de la Thames Valley University (actual universitat de West London). El 2005 esdevingué director del Royal College of Music on és catedràtic d'Interpretació Històrica.
Lawson és internacionalment reconegut com a intèrpret de chalumeaux i clarinets històrics, tasca que ha exercit a les orquestres britàniques de música antiga capdavanteres, destacant The Hanover Band, The English Concert i els London Classical Players, amb qui va enregistrar nombrosos discs i realitzar gires mundials. D'ell s'ha dit que és 'el degà dels clarinetistes històrics'.
Ha actuat també com a solista en diversos escenaris de Londres, i al Lincoln Centre i al Carnegie Hall de Nova York. La seva discografia abarca concerts de Fasch, Hook, Mahon, Mozart, Spohr, Telemann, Vivaldi i Weber, així com una varietat considerable de música de cambra i orquestral.
Lawson té un vincle especialment estret amb el concert per a clarinet de Mozart K622, que sol interpretar sovint, tant amb instruments moderns com històrics. Ha actuat amb directors com Roy Goodman, Christopher Hogwood, Roger Norrington i Joshua Rifkin.
El seu llibre Cambridge Handbook to Mozart's Clarinet Concerto (1996) examina la gènesi, composició i construcció de l'obra esmentada així com la carrera del dedicatari Anton Stadler. La seva primera monografia, The Chalumeau in Eighteenth-Century Music, va ser publicat el 1981 i és considerat l'estudi més extens de l'instrument i el seu repertori.